# Eois fucosa
Eois fucosa là một loài bướm đêm trong họ Geometridae.